# Adam Cofield
Adam Cofield (Lee's Summit, ...) è un giocatore di football americano statunitense, che gioca come runningback per i Porvoon Butchers.
Dopo aver giocato per due squadre universitarie (vincendo anche 3 titoli FCS) ha firmato con i Toronto Argonauts, senza però riuscire a giocare una partita ufficiale. Dal 2024 gioca per i Porvoon Butchers.
È figlio di Tim Cofield, già giocatore della NFL e della CFL.

## Palmarès
- 3 NCAAA Division I FCS (2017, 2018, 2019)